# Olle Ljungström (musikalbum)
Olle Ljungström är det första studioalbumet av den svenske artisten Olle Ljungström som soloartist, och släpptes i april 1993. Albumet producerades av Johan Vävare. Det Grammis-nominerades, i kategorin "Årets pop, manlig."
Låtarna "Hur långt kan det gå?", "Jesus kan" och "Minns i november" släpptes som singlar.
År 1997 fanns albumet med på Nöjesguidens lista över de 60 bästa svenska skivorna någonsin (49:e plats).

## Produktion
Produktionen av Olle Ljungströms första musikalbum som soloartist började hösten 1992, kort tid efter att han spelat på Hultsfredsfestivalen augusti samma år med en handfull nyskrivna låtar. Ljungström hade ett par år tidigare sjungit duett på låten "Vänner för livet" med Webstrarna, men hade inte medverkat i offentligheten i någon större utsträckning efter Reeperbahns upplösning 1984.
Skivan spelades in av producent Johan Vävare i Silence Studio, Koppom och SPI studio. Även om Heinz Liljedahl med åren kom att komponera största delen av musiken på Ljungströms låtar, ska Ljungström ha tonsatt vissa låtar själv på sin första soloskiva, däribland låten «Min trädgård». Låtarna komponerades först på akustisk gitarr, varefter Ljungström skrev texter till.

## Mottagande
Olle Ljungström mottog till störstadels positiva recensioner. Lars Lindström i Expressen gav skivan näst högsta betyg, 4/5, och skrev: "Jag vet inte om det finns plats för en så uppenbar begåvning som Olle Ljungström i 90-talets Sverige. Men det borde göra det. Och vi borde vara rädda om honom." Skivan fick näst högsta betyg, 4/5, även i Aftonbladet och Göteborgsposten. Även Svenska Dagbladet var mycket positiva (även om inget specifikt betyg gavs), och skrev att skivan bjöd på "lysande texter."
I tidningen IDag mottog skivan det något mer reserverade betyget 3/5, men recensenten ansåg att den var en "Lovande inledning på en karriär" som kunde "komma att berika den svenska rockscenen framöver."
I tidningen Pop fick skivan det medelbra betyget 6/10.
Dock sålde inte albumet så mycket som många förväntat sig; enligt en källa såldes Olle Ljungström i ca. 6.000 exemplar under första året efter skivsläppet.

## Låtlista
Text: Olle Ljungström, förutom spår 12 av Gösta Rybrant. Musik: Heinz Liljedahl och Olle Ljungström, förutom spår 12 av Harvey Schmidt och Tom Jones.
1. "Hur långt kan det gå?" - 4:22
2. "Jag spelar vanlig" - 4:11
3. "Du och jag" - 5:09
4. "Jesus kan" - 4:32
5. "Jorden" - 5:11
6. "Min trädgård" - 4:31
7. "Drömmar" - 6:14
8. "Leka farligt" - 4:26
9. "Tivoli" - 3:52
10. "Tänk om det vore värt nåt" - 5:03
11. "Du gråter" - 5:34
12. "Minns i november" - 3:06

## Medverkande
- Olle Ljungström – sång, gitarr
- Heinz Liljedahl – gitarrer, kör, bas, orgel, tremologitarr
- Mattias Thorell – gitarr, elgitarr, solo, slide
- Sven Lindvall - bas, kör, akustisk gitarr
- Peter Korhonen - trummor, slagverk
- Johan Vävare - ljud

## Listplaceringar
| Lista (1993) | Topplacering |
| ------------ | ------------ |
| Sverige      | 40           |

### Fotnoter
1. ↑  Dagens Nyheter, 13 januari 1994. Läst 9 december 2017.
2. ↑  https://www.discogs.com/artist/75666-Olle-Ljungström
3. ↑  De 60 bästa svenska skivorna någonsin. 28 september 2007. Läst 23 april 2020.
4. ↑  ”Olle tar dagen som den kommer”. Göteborgs-Posten. 6 februari 1998.
5. ↑  ”Med OLLE mitt i livet”. Göteborgs-Posten. 23 mars 2000.
6. ↑  ”Sju svåra år senare”. Sydsvenskan. 13 mars 2009.
7. ↑  Olle Ljungström (1993), medföljande texthäfte till CD-skiva, s. 8.
8. 1 2  Fredrikson, Elin (2011). Jag är både listig och stark. sid. 118. Läst 12 november 2019
9. ↑  Lindström, Lars: "Rösten är både spröd och stark," Expressen 1 april 1993, s. 46.
10. ↑  Aftonbladet, 2 april 1993: "Ensam Olle räcker långt". Läst 10 april 2020.
11. ↑  Göteborgs-Posten, 7 april 1993, s. 29. Läst 18 mars 2020.
12. ↑  Svenska Dagbladet, 13 april 1993, s. 27. Läst 5 december 2017.
13. ↑  IDag, 2 april 1993. Läst 14 mars 2021.
14. ↑  ”Album: OLLE LJUNGSTRÖM – Olle Ljungström”. Pop (2). https://popviminns.wordpress.com/2012/06/24/album-olle-ljungstrom-olle-ljungstrom/. Läst 10 april 2020.
15. ↑  Lahger, Håkan: "Vacker, Vass Och Vek - Intervjuer med Olle Ljungström 1993-1995" (Telegram Journalistisk, 2014), s. 21.
16. ↑  Olle Ljungström (1993), texthäfte ur CD-skivan.
17. ↑  ”Hitparad”. http://hitparad.se/showitem.asp?interpret=Olle+Ljungstr%F6m&titel=Olle+Ljungstr%F6m&cat=a. Läst 26 januari 2013.